# Onderscheidingscriterium
Een onderscheidingscriterium (een criterium, meervoud criteria) is een maatstaf die gebruikt wordt om een indeling of rangschikking te maken. Het kan zowel om een objectief (gemeten snelheid) als om een subjectief (punten van een jury) criterium gaan.

## Voorbeeld
- tongetje als determinatiekenmerk bij grassoorten
- snelheid om de winnaar van een wielerwedstrijd te benoemen
- stijl en kracht om de beste vertoning bij een turnwedstrijd te bepalen
- persoonlijke veiligheid en beperkingen van risico's om bouwkundige oplossingen ten aanzien van brandbeperkingen en brandvertraging in gebouwen te verkrijgen